# Viorel Palici
Viorel Palici es un deportista rumano que compite en triatlón. Ganó una medalla de bronce en el Campeonato Europeo de Triatlón de Invierno de 2020.

## Palmarés internacional
| Campeonato Europeo | Campeonato Europeo         | Campeonato Europeo | Campeonato Europeo |
| Año                | Lugar                      | Medalla            | Prueba             |
| ------------------ | -------------------------- | ------------------ | ------------------ |
| 2020               | Cheile Gradistei (Rumania) | Medalla de bronce  | Individual         |